# 106 Диона
106 Диона (енгл. 106 Dione) је астероид главног астероидног појаса. Приближан пречник астероида је 146,59 km,
а средња удаљеност астероида од Сунца износи 3,172 астрономских јединица (АЈ).
Инклинација (нагиб) орбите у односу на раван еклиптике је 4,598 степени, а орбитални период износи 2064,348 дана (5,651 година). Ексцентрицитет орбите астероида износи 0,168.
Апсолутна магнитуда астероида износи 7,41 а геометријски албедо 0,089.
Астероид је откривен 10. октобра 1868. године.